# História da bissexualidade

A bandeira do orgulho bissexual.

A história da bissexualidade é dividida em duas partes, história pré-moderna e história contemporânea. A história antiga e medieval da bissexualidade consiste em anedotas de comportamento sexual e relacionamentos entre pessoas do mesmo sexo e de sexos diferentes. Uma definição moderna de bissexualidade começa a tomar forma em meados do século XIX dentro de três categorias interconectadas: categorias biológicas, psíquicas e sexuais. Na cultura ocidental moderna, o termo bissexual é inicialmente definido de maneira binária como uma pessoa com capacidade para atração romântica ou sexual por homens e mulheres. O uso da palavra bissexual remonta ao século XIX em que o psicólogo alemão Richard von Krafft-Ebing utiliza para designar o sexo de indivíduos que, segundo ele, adotam comportamentos femininos e masculinos, em seu trabalho seminal Psychopathia Sexualis. Antes de Krafft-Ebing, "bissexual" era geralmente usado para significar ter partes femininas e masculinas, como nas plantas hermafroditas, sinóicas ou monóicas, ou para significar inclusive tanto homens quanto mulheres, no sentido de educação mista (unissex). A palavra bi-sexual foi apresentada pela primeira vez em 1792.
A partir da década de 1970, a bissexualidade como orientação sexual distinta ganhou destaque na literatura, na academia e no ativismo ocidentais. Apesar de uma onda de pesquisa e ativismo em torno da bissexualidade, estudiosos apontam que as pessoas bissexuais têm sido frequentemente marginalizadas na literatura, filmes e pesquisas.
As atitudes sociais em relação à bissexualidade variam de acordo com a cultura e a história; no entanto, não há evidências substanciais para mostrar que as taxas de atração pelo mesmo sexo variaram significativamente. Antes da discussão contemporânea da sexualidade como um fenômeno associado à identidade pessoal, a cultura antiga e medieval via a bissexualidade como a experiência de relacionamentos homossexuais e heterossexuais. As culturas da Grécia e da Roma antigas acreditavam que era socialmente aceitável que homens adultos se envolvessem em relacionamentos do mesmo sexo, desde que assumissem o papel de penetração.

Muitas traduções para certas línguas acabam usando os prefixos anfi- ou ambi-, como é o caso do esperanto e grego, logo bissexual pode ser usado como ambissexual e anfissexual também. Em português já chegou a existir as palavras ambisséxuo e ambisséxua, de ambissexuação, derivada do francês ambisexué, que poderia ser entendida como bissexuado, ou seja, sexuado com ambos os sexos.

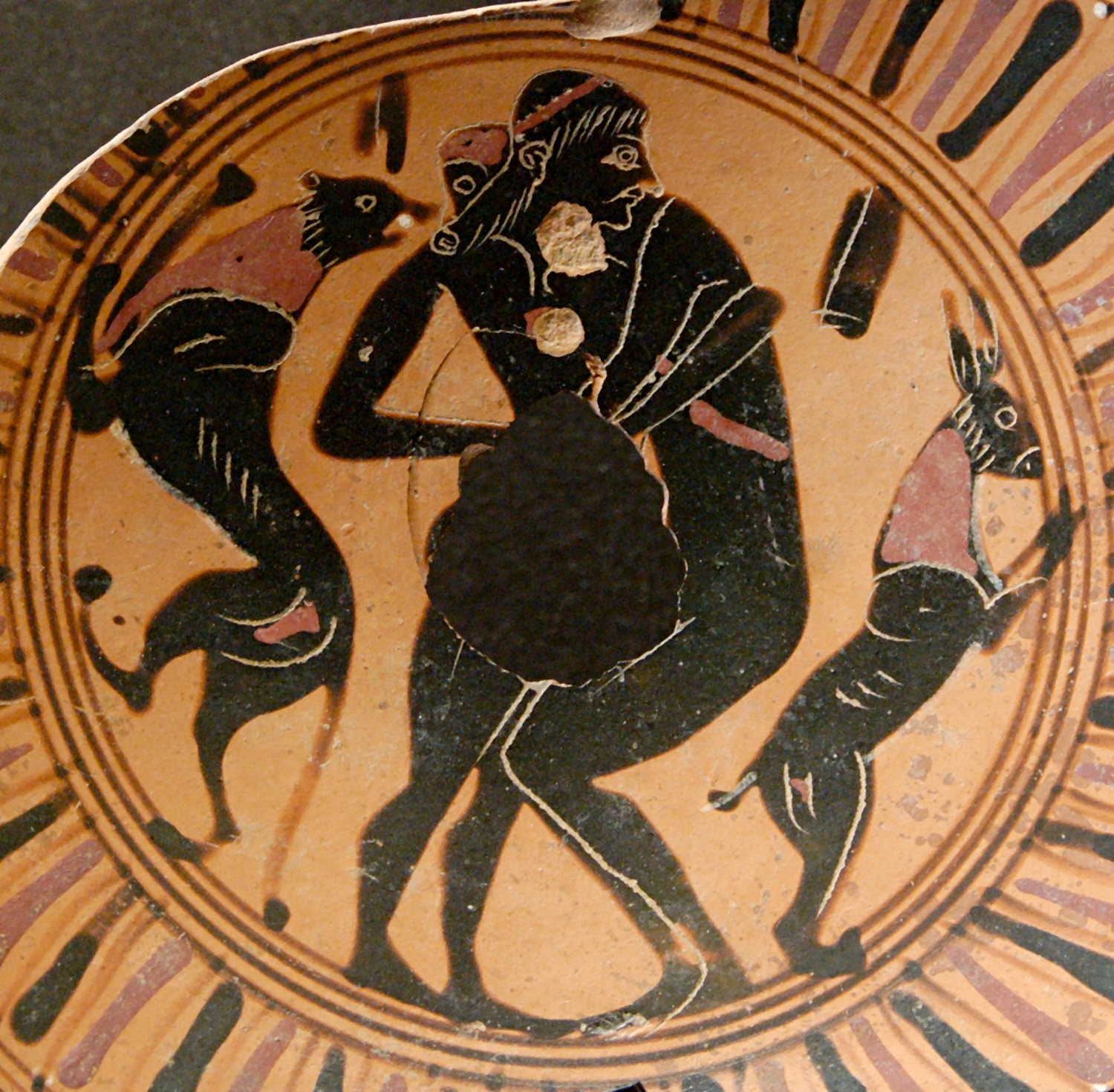
Jovem e adolescente fazendo sexo intercultural, fragmento de uma taça ática de figura negra, 550-525 aeC, Louvre.

## História antiga
A questão de como precisamente as culturas ao longo da história conceituaram o desejo e o comportamento bissexual é objeto de debate. As relações homossexuais entre homens são geralmente mais listadas do que as das mulheres na literatura e nos textos históricos. No entanto, as relações sexuais entre mulheres também foram listadas na literatura da China antiga.

### Grécia antiga
Os textos religiosos da Grécia antiga, refletindo práticas culturais, incorporaram temas bissexuais. Os subtextos variam de místicos a didáticos. As relações homossexuais entre meninos e homens como parte dos rituais da pré-cidade da Grécia foram estudadas e confirmadas por acadêmicos. Relações sexuais e românticos entre homens não foram explicitamente registrado pela Ilíada ou Odisseia.

#### Afrodis

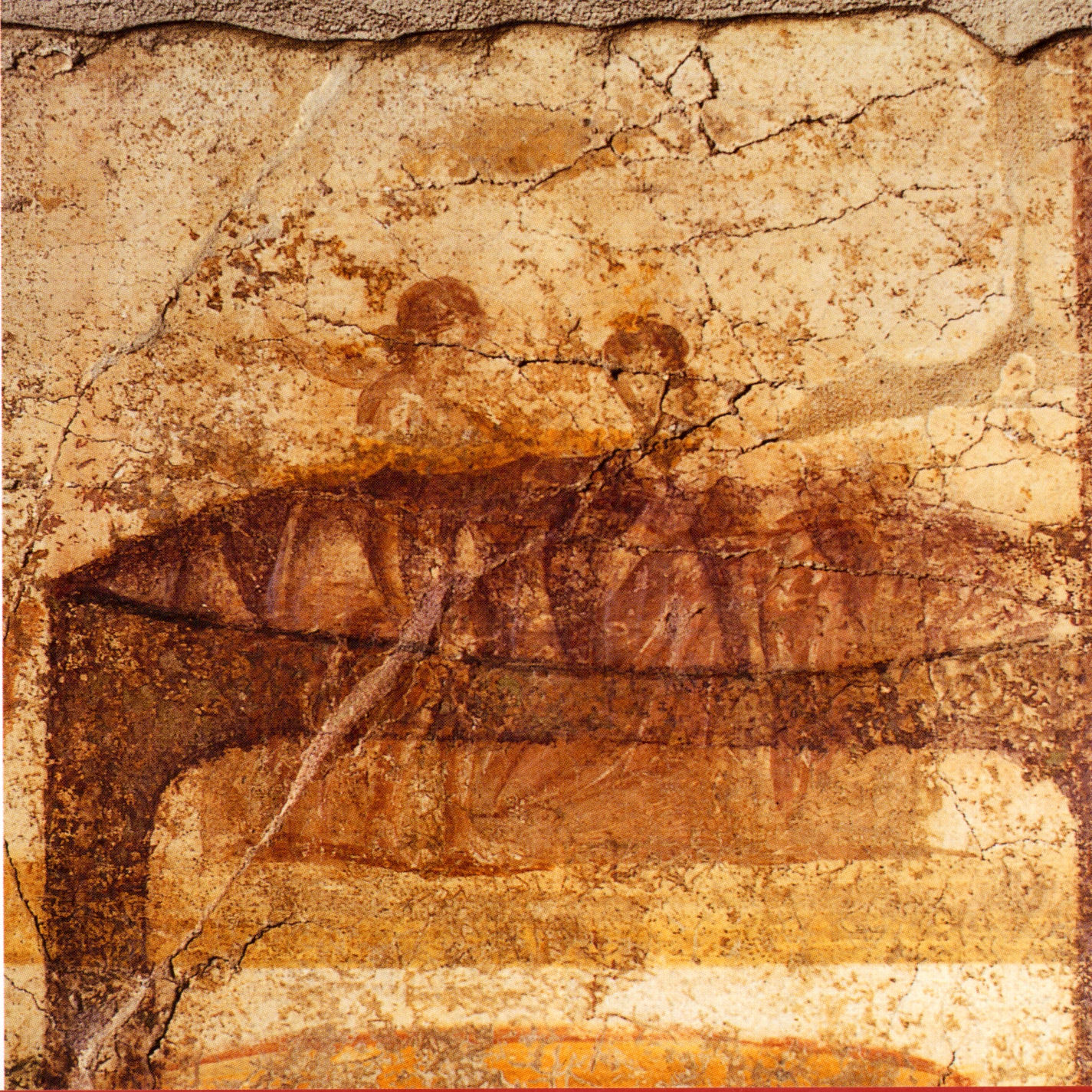
Pompeii - Terme Suburbane - Apodyterium - Cena V Casal de mulheres.

Não há distinção entre os gregos entre práticas legítimas e ilegítimas, mas um conceito de afrodísia, ou seja, atos sexuais que proporcionam prazer, sejam eles realizados com um homem ou uma mulher. Há, no entanto, uma noção de sujeito (ativo) e objeto (passivo) na relação entre duas pessoas, não sendo um objeto e necessariamente dominado pelo outro. O capitão Platão e Aristóteles se opõem ao lugar devolvido a homens e mulheres. Para Platão, tanto homens quanto mulheres podem ser sujeitos ou objetos, enquanto para Aristóteles a mulher é necessariamente passiva (objeto). Para ambos os filósofos, no entanto, a hierarquia masculina é incontestável.

### Roma antiga
Era socialmente aceitável para um homem romano nascido livre fazer sexo com parceiras masculinas e femininas, desde que assumisse o papel de penetração. A aceitabilidade moral do comportamento dependia da posição social do parceiro e não do gênero em si. Mulheres e rapazes eram considerados objetos de desejo aceitáveis, mas fora do casamento esperava-se que o homem satisfizesse seus desejos apenas com escravos, prostitutas (que muitas vezes eram escravos) e os infames. O gênero não determinava se a parceira sexual de um homem era aceitável, mas era considerado imoral fazer sexo com a esposa de outro homem livre, filha conjugal, filho menor de idade ou com o próprio homem. o uso sexual de escravo de outro homem estava sujeito à permissão do proprietário. A falta de autocontrole, inclusive no controle de sua vida sexual, indicava que um homem era incapaz de governar os outros; acreditava-se que muita inclinação para os prazeres sensuais erodia a identidade masculina de um governante como uma pessoa culta.

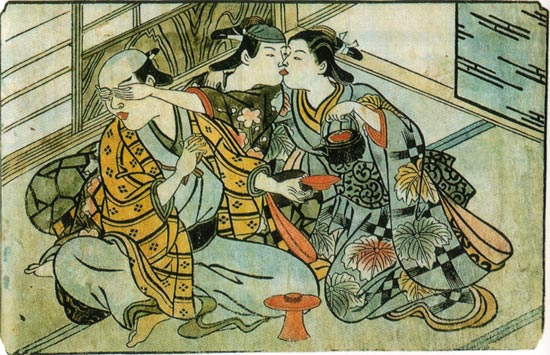
Uma wakashū (usando o lenço na cabeça) dá um beijo furtivo em uma prostituta pelas costas de seu chefe. Nishikawa Sukenobu, ca. 1716–1735. Impressão shunga colorida à mão.

### Japão medieval
A existência de homens fazendo sexo com homens no Japão foi documentada desde tempos antigos. Havia poucas leis restringindo os costumes sexuais no Japão antes do início do período moderno. A sodomia anal foi proibida por lei em 1872, mas a disposição só foi revogada sete anos depois pelo Código Penal de 1880, de acordo com o Código Napoleônico. As práticas históricas identificadas pela pesquisa como homossexuais incluem shudō (衆 道), wakashudō (若 衆 道) e nanshoku (男 色).
Vários autores notaram uma forte tradição histórica de bissexualidade aberta e homossexualidade entre as instituições budistas masculinas no Japão. Quando o padre Tendai Genshin critica severamente a homossexualidade, alguns interpretam sua posição como relacionada a uma condenação de práticas com um acólito que não está sob sua autoridade.

Essas atividades foram objeto de inúmeras obras literárias, a maioria das quais ainda não traduzidas. No entanto, as traduções em inglês estão disponíveis para Ihara Saikaku, que criou um personagem principal bissexual em A vida de um homem amoroso (1682), Jippensha Ikku, que criou um relacionamento gay inicial na pós-publicação "Prefácio" para Shank's Mare (1802 et seq) e Ueda Akinari, que teve um monge budista homossexual em Tales of Moonlight and Rain (1776). Da mesma forma, muitos dos maiores artistas da época, como Hokusai e Hiroshige, orgulhavam-se de documentar tais amores em suas gravuras, conhecidas como Ukiyo-e, Imagens do Mundo Flutuante, onde adotam um tom erótico, shunga ou fotos de primavera.

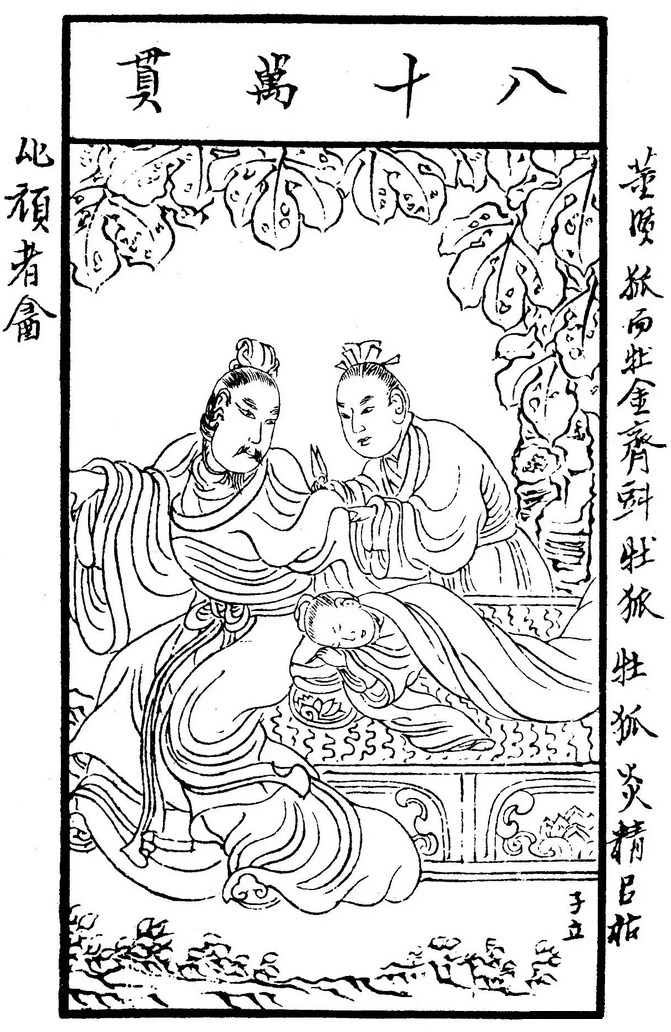
Dong Xian e o imperador Han Ai

Nanshoku não era considerado incompatível com a heterossexualidade ; livros impressos eróticos dedicados ao nanshoku frequentemente apresentavam imagens eróticas de mulheres jovens (concubinas/amasiadas, mekake ou prostitutas, jōrō), bem como adolescentes atraentes (wakashū) e jovens travestis (onnagata). Da mesma forma, as mulheres eram consideradas particularmente atraídas por wakashu e onnagata, e presumia-se que esses jovens devolveriam esse interesse a elas. Portanto, os praticantes típicos de nanshoku e os jovens que eles desejavam seriam considerados bissexuais na terminologia moderna.

### China antiga
Na China antiga, existem muitos documentos históricos sobre as relações homossexuais entre pessoas da classe alta. Os escritos sobre sexualidade na literatura chinesa antiga e documentos históricos são freqüentemente alusivos e implícitos, usando frases e palavras apenas para aqueles familiarizados com a cultura e formação literária.  Palavras como Long Yang (龙阳 lóngyáng) e tendência masculina (男 風; nánfēng). São criados para descrever homens que estão envolvidos em um relacionamento sexual ou romântico com homens. Embora as relações lésbicas sejam menos documentadas do que as dos homens, é aceito que a atitude da sociedade em relação às relações do mesmo sexo entre mulheres é mais estável do que a dos homens. Pessoas que têm relacionamentos amorosos ou do mesmo sexo geralmente se envolvem em relacionamentos heterossexuais também. Por exemplo, imperadores que têm amantes também têm concubinas e filhos destes. Além disso, o conceito de identidade de gênero não estava presente na China antiga antes de a ideia ser introduzida no Ocidente. Um caso famoso, que produziu a palavra que descreve uma relação homossexual — Duànxiù, ou "quebrar a manga" - é o do Imperador Han Aidi e seu amante Dong Xian (董賢). O imperador Ai era tão dedicado a seu amante que tentou entregar o trono a ele. Certa manhã, quando o imperador Ai teve que sair cedo, ele cortou a manga com cuidado para não acordar Dongxian, que havia adormecido sobre ela. Os chineses imitarão este corte de mangas para expressar seu amor aos amantes do mesmo sexo.

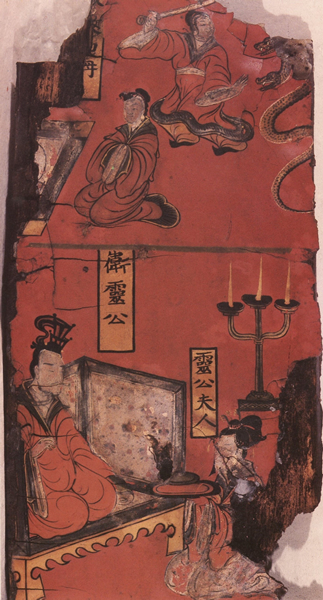
Duque Ling de Wey (衞靈公). Tinta lacada sobre madeira, Nord Wei.

Uma das outras histórias históricas mais conhecidas sobre relacionamentos entre pessoas do mesmo sexo na China antiga é a de YuTao (余 桃 yútáo), o pêssego remanescente, documentado nas Intrigas dos Estados em guerra. O livro é uma coleção de expressões idiomáticas políticas e histórias históricas escritas por Han Fei (280-233 a.C), um filósofo chinês. Han Fei documenta esta história entre Mizi Xia (彌 子 瑕) e duque Ling de Wey (衛靈公). Seu amante, Mi, encontra um pêssego muito doce no jardim; depois de prová-lo, ele divide a metade restante com o imperador Ling.
Mais e mais visitantes da Ásia Ocidental e Central migraram para a China durante a Dinastia Tang, e a China está se tornando cada vez mais influenciada por práticas sexuais de outros lugares. Os companheiros dos imperadores começam a acumular um poder político que somente os companheiros conseguiam no passado. As relações homossexuais tornaram-se mais alusivas e menos documentadas durante a dinastia Tang. No início da Dinastia Tang, histórias sobre as relações entre freiras budistas e taoístas foram descobertas pela primeira vez.

## História moderna
De acordo com o antropólogo holandês Gert Hekma, o termo  "bissexual"  é usado pela primeira vez em holandês em 1877, para designar um hermafrodita cuja vida sexual ocorre ao mesmo tempo que a mulher e o homem heterossexuais. Mais tarde, o termo " bissexualidade" é usado para representar a orientação sexual e a androginia. Desde o século XIX, bissexualidade tornou-se um termo com pelo menos três significados diferentes, mas interligados. No campo da biologia e da anatomia, refere-se a organismos biológicos sexualmente indiferenciados entre o que é considerado masculino e feminino. No início do século XX, no campo da psicologia, a bissexualidade é usada para descrever uma combinação de masculinidade e feminilidade psicológica ao invés de biológica. No final do século XX, a bissexualidade é primeiro comumente considerada como a atração sexual por homens e mulheres, para então significar de acordo com a definição popularizada por Robyn Ochs uma atração sexual ou romântica por pessoas de mais de um gênero ou sexo, não necessariamente ao mesmo tempo ou no mesmo grau ou da mesma forma. Consequentemente, a história contemporânea da bissexualidade envolve muitas mudanças intelectuais, conceituais e socioculturais.

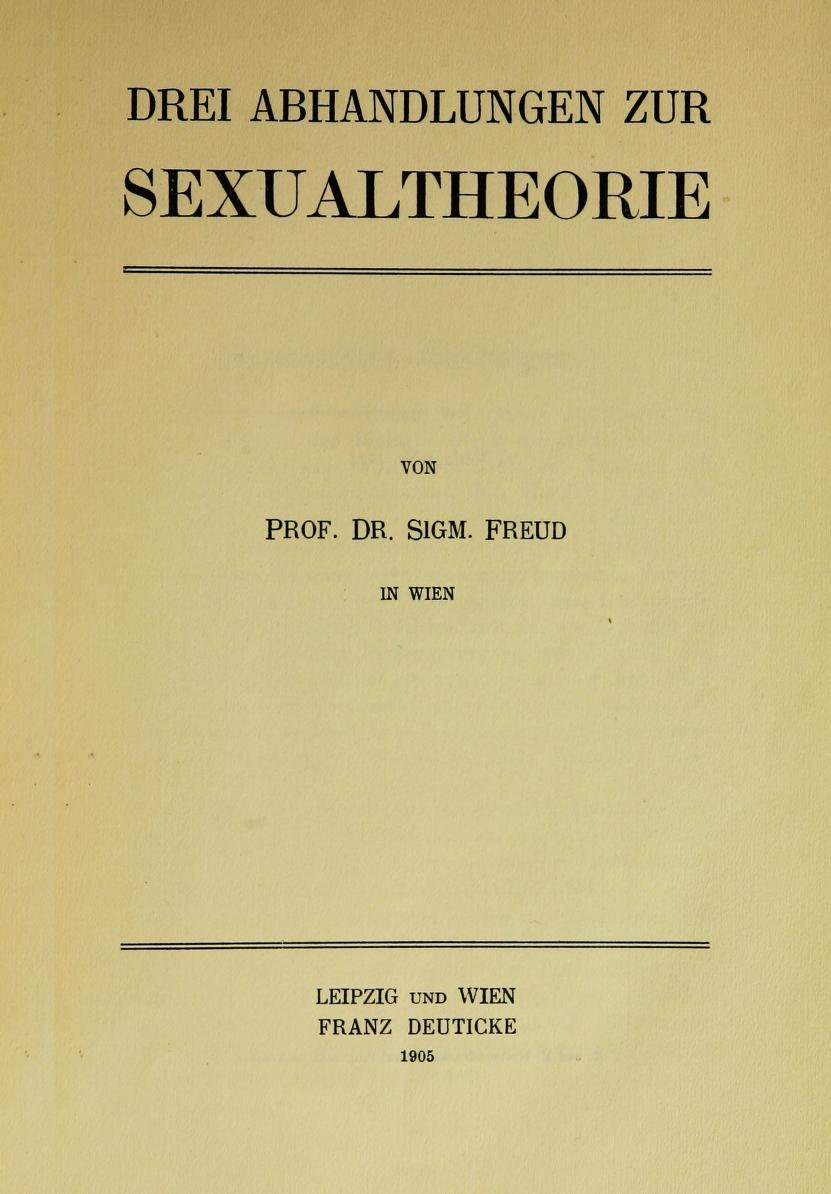
Capa original do livro Três Ensaios sobre a Teoria da Sexualidade, de Sigmund Freud.

### Teoria freudiana
Em 1905, Sigmund Freud apresentou sua teoria do desenvolvimento psicossexual em Three Essays on Sexual Theory . Neste livro, ele argumenta que a bissexualidade é a orientação sexual básica para os humanos. Freud fundamenta sua teoria com base no desenvolvimento biológico segundo a qual, durante a fase pré-genital, as crianças não fazem distinção entre os sexos, mas assumem que ambos os pais têm os mesmos órgãos genitais e os mesmos poderes reprodutivos. Quando as crianças atingem o estágio fálico, quando a identidade de gênero se torna verificável para a criança, a heterossexualidade se torna o resultado da repressão. Segundo Freud, durante esta fase, as crianças desenvolvem um complexo de Édipo onde têm fantasias sexuais com os pais atribuídas ao sexo oposto e ódio pelos pais atribuído ao mesmo sexo, e esse ódio se transforma em transferência (inconsciente) e (consciente) identificação com o pai odiado. Esse pai então se torna um modelo para apaziguar os impulsos sexuais da criança e uma ameaça de castração do poder da criança de apaziguar seus impulsos sexuais. Em 1913, Carl Jung propôs outro modelo, o complexo de Electra, porque acreditava que a bissexualidade não estava na origem da vida psíquica e que Freud não deu uma descrição adequada para as meninas (Freud rejeitou essa sugestão).

### Relatório Kinsey

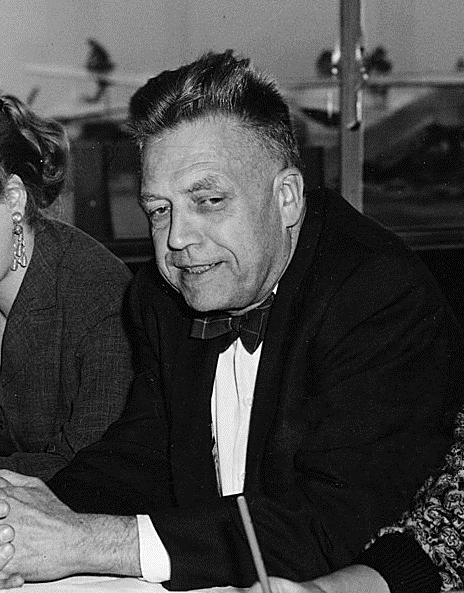
Alfred Kinsey em 1955.

Escala de Kinsey.

Em 1948, o biólogo americano Alfred C. Kinsey publicou dois livros sobre comportamento sexual humano, Sexual Behavior in the Human Male e Sexual Behavior in the Human Female, amplamente conhecidos como "Relatórios Kinsey”. Kinsey e sua equipe conduziram  com pessoas sobre suas vidas sexuais.
Kinsey rejeita a noção de uma linha divisória clara entre as diferentes sexualidades. Em vez de atribuir às pessoas diferentes categorias de sexualidade, Kinsey e seus colegas desenvolveram uma escala de Kinsey de sete níveis. De acordo com o Instituto Kinsey, os livros publicados por Kinsey venderam quase um milhão de cópias em todo o mundo e ajudaram a revolucionar a percepção da sexualidade na opinião pública 
Sua pesquisa revelou que 11,6% dos homens brancos nos Estados Unidos (com idades entre 20 e 35 anos) tiveram aproximadamente as mesmas experiências heterossexuais e homossexuais durante sua vida adulta, e que 7% de mulheres solteiras (de 20 a ) e 4% das mulheres anteriormente casadas (com idades entre 20 e ) tiveram uma experiência heterossexual e homossexual aproximadamente equivalente neste período de sua vida. Como resultado desta pesquisa, os significados anteriores da palavra "bissexual" foram substituídos por uma definição de atração para ambos os sexo. No entanto, o próprio Kinsey odiava o uso do termo "bissexual" para descrever indivíduos que se envolvem em atividades sexuais com ambos os sexos, preferindo usar "bissexual" em sentido biológico original como hermafrodita e afirmou "‎Até que se demonstre que esse gosto em uma relação sexual depende do indivíduo que contém em sua anatomia [sic] tanto as estruturas masculinas quanto as femininas, ou habilidades fisiológicas masculinas e femininas, é lamentável caracterizar esses indivíduos como bissexuais". 